# Arbonne
Arbonne är en kommun i departementet Pyrénées-Atlantiques i regionen Nouvelle-Aquitaine i sydvästra Frankrike. Kommunen ligger i kantonen Ustaritz som tillhör arrondissementet Bayonne. År 2022 hade Arbonne 2 364 invånare.

## Befolkningsutveckling
Antalet invånare i kommunen Arbonne
| Referens: INSEE |